# Karl Elsener
Pour les articles homonymes, voir Elsener.
Karl « Charly » Elsener, né le 13 août 1934 à Bülach, mort le  27 juillet 2010 à Zurich, est un footballeur suisse.

## Biographie
Il jouait au poste de gardien de but dans les années 1950-60 à Aarau, Lausanne et Grasshopper, notamment. En 1956, il avait fêté un doublé Coupe/championnat avec Grasshopper. 
Il a commencé sa carrière internationale lors du match France - Suisse à Paris en 1958. Elsener a disputé 5 matches de phase finale de coupe du monde avec la sélection helvétique lors des éditions 1962 et 1966 (5 défaites).
Charly Elsener a terminé sa carrière en 1968.

## Équipe nationale
34 sélections entre 1958 et 1966.